# Jean-Rodolphe Vautravers
Jean-Rodolphe Vautravers (* 29. April 1723 in Bern; † 19. April 1800 in Florenz) war ein schweizerisch-englischer Naturforscher und Kunsthändler.

## Leben

### Familie
Jean-Rodolphe Vautravers war der Sohn seines gleichnamigen Vaters Jean-Rodolphe Vautravers und dessen Ehefrau Jeanne-Marie (geb. de Bettaz).
Er war verheiratet mit Jane Fisher, eine Nichte von Richard Osbaldestone (1691–1764), Bischof von London.

### Werdegang

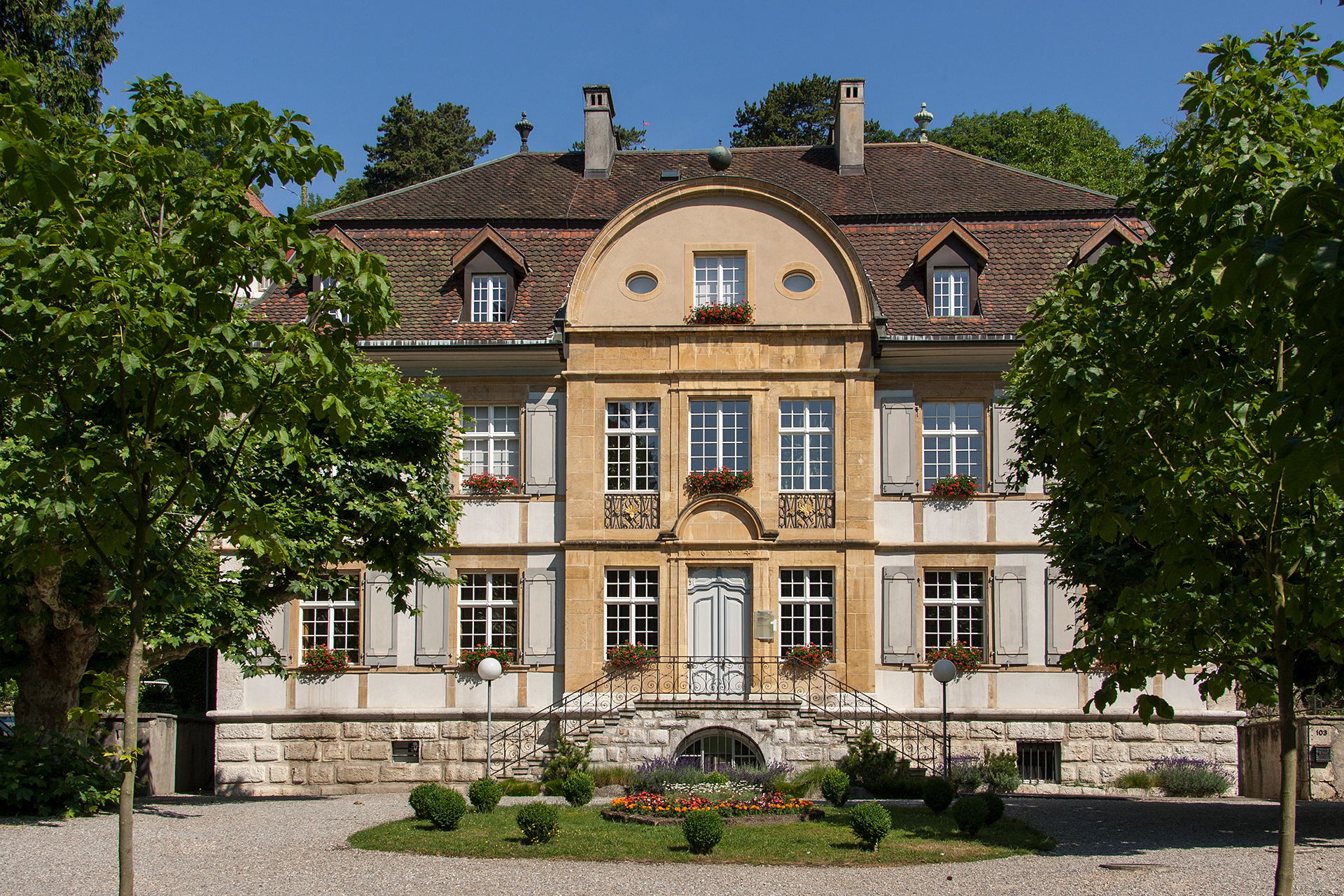
Landsitz Rockhall in Biel

Jean-Rodolphe Vautravers immatrikulierte sich zu einem Theologiestudium 1746 an der Akademie Genf und setzte das Studium 1747 an der Universität Straßburg fort.
Seit 1747 war er als Erzieher in Schweden und England tätig und begleitete als Hofmeister junge Adlige auf deren Bildungsreise; in dieser Zeit wurde er 1757 englischer Staatsbürger. Als Legationsrat des Kurfürsten Karl Theodor von der Pfalz und des Kurfürsten Maximilian III. Joseph von Bayern war er in London und als Agent am britischen Hof tätig.
Er kehrte 1761 als Kunsthändler nach Bern zurück. 1763 erwarb er in der Stadt Biel einen Landsitz, den er Rockhall nannte. Vautravers wurde Mitglied und im Jahr 1765 Präsident der Ökonomischen Gesellschaft Biel. 1776 erhielt er in Biel das Gemeindebürgerrecht. 1778 wurde er Ehrenmitglied des Grossen Rates der Stadt Biel. Als Kunsthändler verschuldete er sich jedoch, sodass er den Landsitz Rockhall 1779 verkaufen musste und aus Biel vertrieben wurde. Anschliessend lebte er in Hamburg und England.

### Naturwissenschaftliches Wirken
Jean-Rodolphe Vautravers unternahm viele Reisen in England und Schweden für die Ökonomische Gesellschaft Bern und beschäftigt sich vor allem mit technischen Neuerungen und Verbesserungen, unter anderem mit Baumentwurzelungsmaschinen, Pressen, Bienenstöcke, Küchen-Sparofen, Pflüge, Walkererde, Weinpresse, Blasbälge für Schmelzöfen, hydraulische Maschinen, Eisenbearbeitung, Erdbeben und Grindelwaldgletscher.
Er baute sich ein unsinkbares Boot für Ausflüge auf dem Bielersee nach den Beschreibungen in den Reiseberichten von Joseph Banks und Daniel Carl Solander.
Er korrespondierte unter anderem mit Benjamin Franklin, dessen Texte er ins Deutsche übersetzte, sowie mit Jean-Jacques Rousseau, der ihn 1765 in Biel besuchte. Weiterhin stand er in brieflichem Kontakt mit Salomon Gessner, Carl von Linné, Albrecht von Haller und Jakob II Bernoulli.
Am 14. April 1778 schrieb er an Benjamin Franklin einen langen Brief, worin er ihm die Schaffung einer Allianz der Freundschaft und ein Verteidigungsbündnis antrug und diesen beschwor: Let us be united, as two Sister-Republics in spite auf all arbitrary, indivious, and infesting Enemies! Let us jointly maintain the Rights of Humanity, legal Liberty, Toleration and Property secured to honest Industry! Let us enjoy the well earned Blessings of Peace, incourage Arts an Sciences, and be the Asylum to its opressed Votaries! This, my dear Friend, is a noble Task! Eine Antwort Benjamin Franklins erfolgte hierzu nicht, aber die Prägung der Sister Republics hatte Bestand bis auf den heutigen Tag; seine aufklärerischen Gedanken wurden in Amerika, gemeinsam mit Jean-Jacques Burlamaqui und Emer de Vattel rezipiert.
Durch die Vermittlung von Jean-Rodolphe Vautravers kamen zwischen 1758 und 1765 von dem englischen Kaufmann und Philosophen Thomas Hollis (1720–1774) (1. Schenkung 1758: 18 Bücher, 2. Schenkung 1765: 379 Bücher) über 400 Bände an die Burgerbibliothek Bern.

## Trivia
Jean-Rodolphe Vautravers engagierte einen englischen Bierbrauer, um auf dem Landsitz Rockhall in Biel englisches Bier brauen zu können.

## Mitgliedschaften
- Jean-Rodolphe Vautravers war seit 1755 Mitglied der Royal Society.
- Er war Mitglied der Society of Antiquaries of London.
- Er war Gründungsmitglied der Ökonomischen Gesellschaft Bern, wurde 1761 zum Ehrenmitglied[8] ernannt und 1765 zu deren Präsidenten gewählt.
- 1778 wurde er zum Ehrenmitglied des Grossen Rates von Biel ernannt.